# Сприја (Бакау)
Сприја (рум. Spria) насеље је у Румунији у округу Бакау у општини Колонешти. Oпштина се налази на надморској висини од 273 m.

## Становништво
Према подацима из 2002. године у насељу је живело 246 становника, од којих су сви румунске националности.